# 페르난도 비야비센시오
페르난도 알시비아데스 비야비센시오 발렌시아(Fernando Alcibiades Villavicencio Valencia, 1963년 10월 11일~2023년 8월 9일)는 에콰도르의 언론인, 정치인이다.

## 생애
에콰도르 알라우시에서 태어났다. 콜롬비아 협력 대학(Universidad Cooperativa de Colombia)에서 언론정보학을 전공했다.
1995년 정당 파차쿠틱의 창당에 참여했다. 1996년 에콰도르의 석유 국영기업 페트로에콰도르에 입사해서 노동조합 활동을 했으나, 1999년 자밀 마후아드 정권에 의해 해고됐다.
일간지 엘우니베르소에서 언론인 경력을 시작했다. 그곳에서 구스타보 노보아 정권의 부패를 비판하였다.

### 국회 경력
2013년 국회의원 클레베르 히메네스의 보좌관으로 일했다. 라파엘 코레아을 비판한 뒤 그에게 명예훼손으로 고발을 당해 18개월 징역이 선고됐다. 그는 형기가 만료될 때까지 아마존에 숨어 지냈다. 2017년 총선에 국회의원 출마했으나, 선거가 끝난 뒤 모욕과 간첩 혐의로 체포됐으며, 페루로 망명해서 2018년 혐의가 없어질 때까지 그곳에서 지냈다.
2021년 치러진 에콰도르 의회(에콰도르공화국 국가의회, 스페인어: Asamblea Nacional de la República del Ecuador) 의원 선거에 출마해 당선됐다. 그러나 2023년 5월 기예르모 라소가 국회를 해산시키면서 임기가 끝났다.

### 대선 출마와 암살
2023년 5월 국회가 해산된 뒤, 2023년 8월에 예정된 선거에서 대통령 후보로 출마하겠다고 발표했다. 그는 에콰도르에서 늘어나는 부패와 폭력, 그리고 나라의 환경 보호를 강조했다. 7월 18일 여론조사에서는 루이사 곤살레스의 26.6%에 이어 두번째인 13.2%의 지지율을 보이기도 했다.
2023년 8월 9일 에콰도르 시각 18:20에 비야비센시오는 키토 북부에서 선거 운동을 끝내고 돌아가던 중 머리에 총격을 받았다. 즉시 근처 병원으로 옮겨졌지만 사망했다. 용의자는 현장에서 사살됐다.